# Rörsjön (Krogsereds socken, Halland)
Rörsjön är en sjö i Falkenbergs kommun i Halland och ingår i Ätrans huvudavrinningsområde.